# یاشکوویتسه (شهرستان اوپوله)
یاشکوویتسه (به لاتین: Jaśkowice) یک روستا در لهستان است که در گمینا پروشکوو واقع شده‌است. یاشکوویتسه ۲۶۰ نفر جمعیت دارد.